# Большая Листовка
Большая Листовка — деревня в Логозовской волости Псковского района Псковской области России.
Расположена на побережье дельты реки Великая, в 14 км к северо-западу от Пскова и в 10 км к северо-западу от Неёлово. К востоку — деревня Малая Листовка.
| 2001 | 2002 | 2010 | 2012 |
| ---- | ---- | ---- | ---- |
| 105  | ↘86  | ↘37  | ↗61  |